# Ernest Dimnet

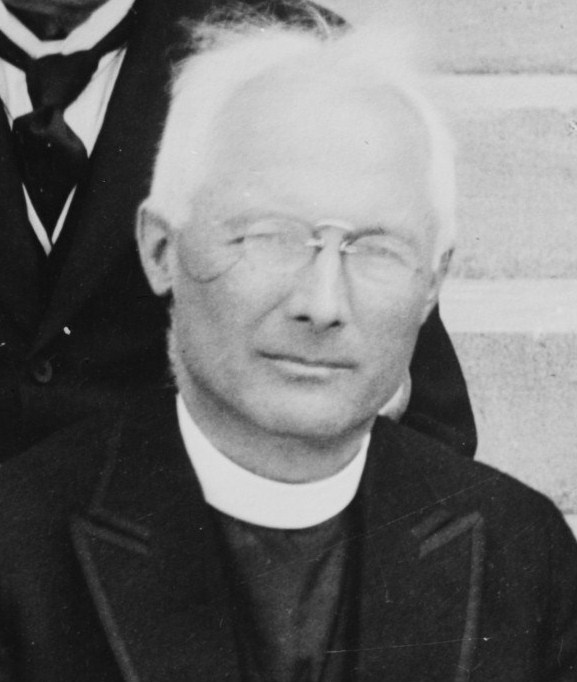
Ernest Dimnet (1923)

Ernest Dimnet (* 9. Juni 1866 in Trélon; † 1954) war ein französischer Priester und Schriftsteller.
Dimnet war Professor für Englisch und Literatur an der katholischen Privatschule Collège Stanislas in Paris, bevor er in die USA auswanderte. Zu seinen Werken gehört Les sœurs Brontë (1910) über die Brontë-Schwestern, France Herself Again (1914) und The Art of Thinking (1928), ein in den Vereinigten Staaten populärer psychologischer Ratgeber. 1932 wurde er als Die Kunst des Denkens ins Deutsche übersetzt.